# Federación Nigerina de Fútbol
La Federación Nigerina de Fútbol (en francés: Fédération Nigerienne de Football; abreviado FENIFOOT) es el organismo rector del fútbol en Níger. Fue fundada en 1967 y desde ese mismo año es miembro de la FIFA y de la CAF. Organiza el campeonato de Liga y de Copa, así como los partidos de la selección nacional en sus distintas categorías.